# Kathreintanz
Der Kathreintanz bildet am letzten Samstag vor dem 25. November den Abschluss der im Volkstum traditionellen Tanzsaison. Gepflegt wird dieses Brauchtum in den deutschsprachigen Alpenländern und im fränkischen Raum.

## Geschichte
Die Bezeichnung geht auf die heilige Katharina von Alexandrien zurück, deren Gedenktag der 25. November ist, eines der letzten Heiligenfeste vor dem Advent. Der Advent dient (analog zur Fastenzeit vor Ostern) als Bußzeit und sogenannte geschlossene Zeit zur Vorbereitung auf das Weihnachtsfest. In diesen geschlossenen Zeiten waren früher öffentliche Tanzveranstaltungen verboten. Im Volksmund ist der Merkspruch überliefert: „Kathrein stellt den Tanz ein“. Vom Kathreintag bis einschließlich Erscheinung des Herrn blieben „Bass und Geigen eingesperrt“.
Dieses Tanzverbot ist weitgehend Geschichte; in den deutschsprachigen Ländern gilt es mit Gesetzeskraft nur noch für die sogenannten stillen Tage. Jedoch wird die Tradition tanzfreier Zeiten in der Volkstanz-Szene weitergepflegt; dort findet vielerorts als letztes Tanzfest im Jahr im November ein Kathreintanz statt, oft vom Heimatverein, dem Trachtenverein oder der Volksmusikgruppe veranstaltet. Hierbei werden zumeist traditionelle Volkstänze (wie Walzer, Dreher, Polka, Schottischer, Boarischer, Zwiefacher) gespielt und getanzt.

## Bekannte Kathreintänze

### Wiener Kathreintanz
Der Wiener Kathreintanz ist mit etwa 1000 Teilnehmern die bedeutendste Veranstaltung im Bereich des österreichischen Volkstanzes. Er findet stets am letzten Samstag vor dem Advent statt. Veranstalter ist die Arbeitsgemeinschaft der Wiener Volkstanzgruppen. Ab 1950 wurde der Kathreintanz in den Sofiensälen veranstaltet, nach deren Brand ab 1989 im Wiener Konzerthaus, und 2003 bis 2008 im Kursalon Hübner. Die Tanzfolge enthält typische österreichische Volkstänze, gemischt mit Rundtänzen wie Walzer, Polka oder Bayrisch-Polkas, die Veranstaltung wird auch von Nicht-Volkstänzern gerne besucht. Getanzt wird seit 2011 im Palais Ferstel.

### Münchner Kathreintanz
Der Münchner Kathreintanz wird vom Kulturreferat der Landeshauptstadt veranstaltet. Es kommen sowohl ganze Volkstanzkreise als auch viele einzelne Teilnehmer. Nach Jahren im Löwenbräukeller findet der Kathreintanz jetzt in den Festsälen des Hofbräuhauses statt. Zur Vorbereitung werden ab Sommer einige Übungsabende angeboten. Auch in Verbindung mit dem Trachtenboom, mit der Popularität des Kocherlballs und mit der Verpflichtung junger Tanzmeister konnte man eine Verjüngung der Teilnehmerschaft erreichen.

### Meraner Kathreintanz
Im feierlichen Ambiente des Meraner Kursaales, stellt der Landes-Kathrein-Tanz im November den alljährlichen Höhepunkt und gleichzeitig den Abschluss des Tanzjahres in Südtirol dar.

### Volkstanzkalender
- Terminkalender mit aktuellem Termin, (meist letzter Samstag im November)
- Kathreintanzfeste in Unterfranken

### Zum Wiener Kathreintanz
- „Wiener Kathreintanz – die offizielle Homepage“
- Arbeitsgemeinschaft der Wiener Volkstanzgruppen
- Der Wiener Kathreintanz 2002 (PDF-Datei; 358 kB)
- Eintrag zu Kathreintanz im Austria-Forum (im AEIOU-Österreich-Lexikon)
- Unser Wiener Kathreintanz, Erstausgabe ca. 1980 (historische Informationen)